# Quảng trường Trường Sĩ quan Hải quân tại Toruń

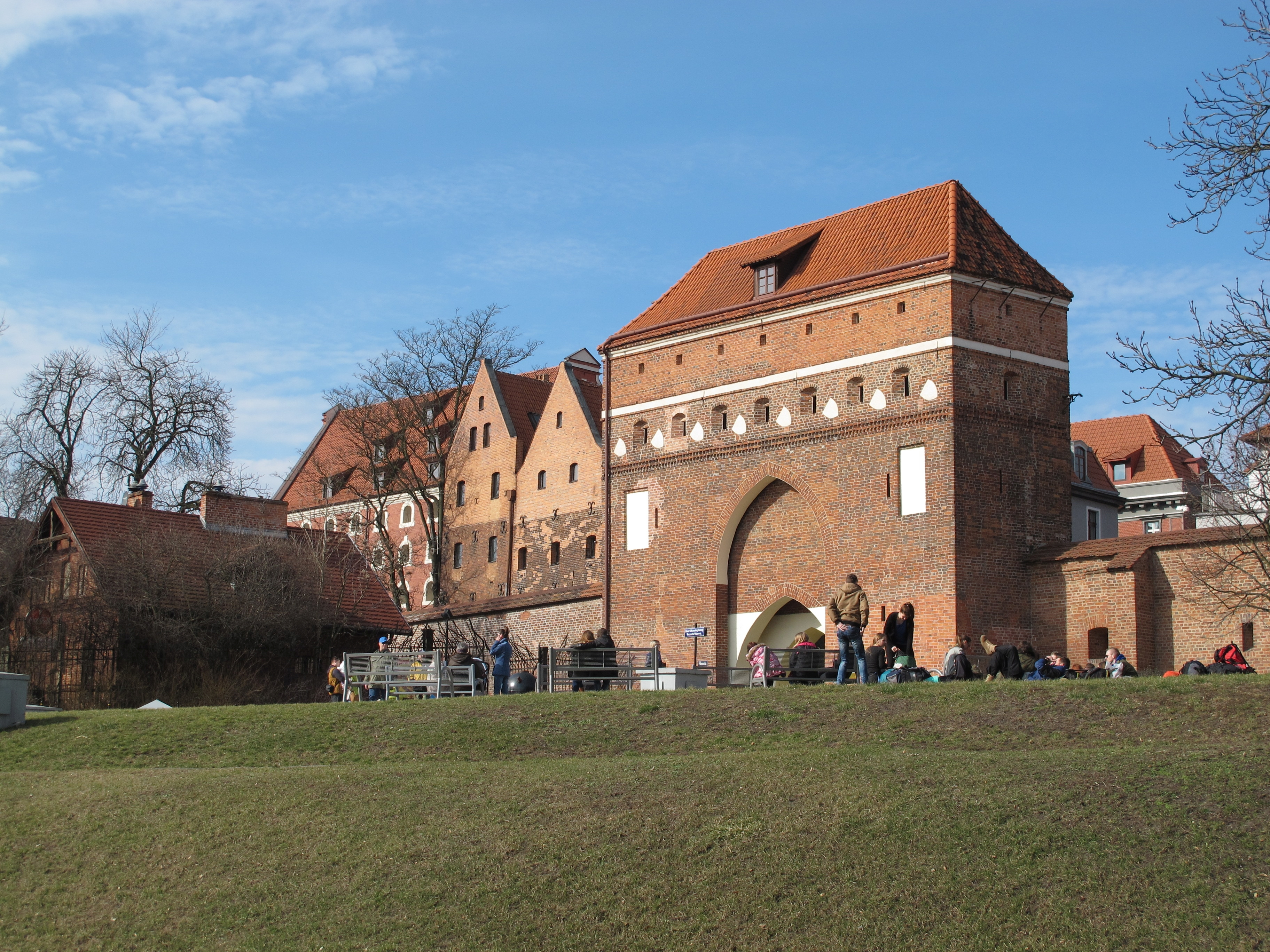
Quảng trường nhìn từ phía nam

Quảng trường Trường Sĩ quan Hải quân tại Toruń (tiếng Ba Lan: Skwer im. Oficerskiej Szkoły Marynarki Wojennej w Toruniu) là quảng trường cây xanh nằm tại trung tâm thành phố Toruń.

## Vị trí
Quảng trường nằm ở trung tâm thành phố, sau bức tường thành của Thị trấn thời Trung Cổ Toruń, tọa lạc tại Đại lộ Filadelfijski, ngay gần Khách sạn Bulwar và Cổng Tu viện.

## Lịch sử

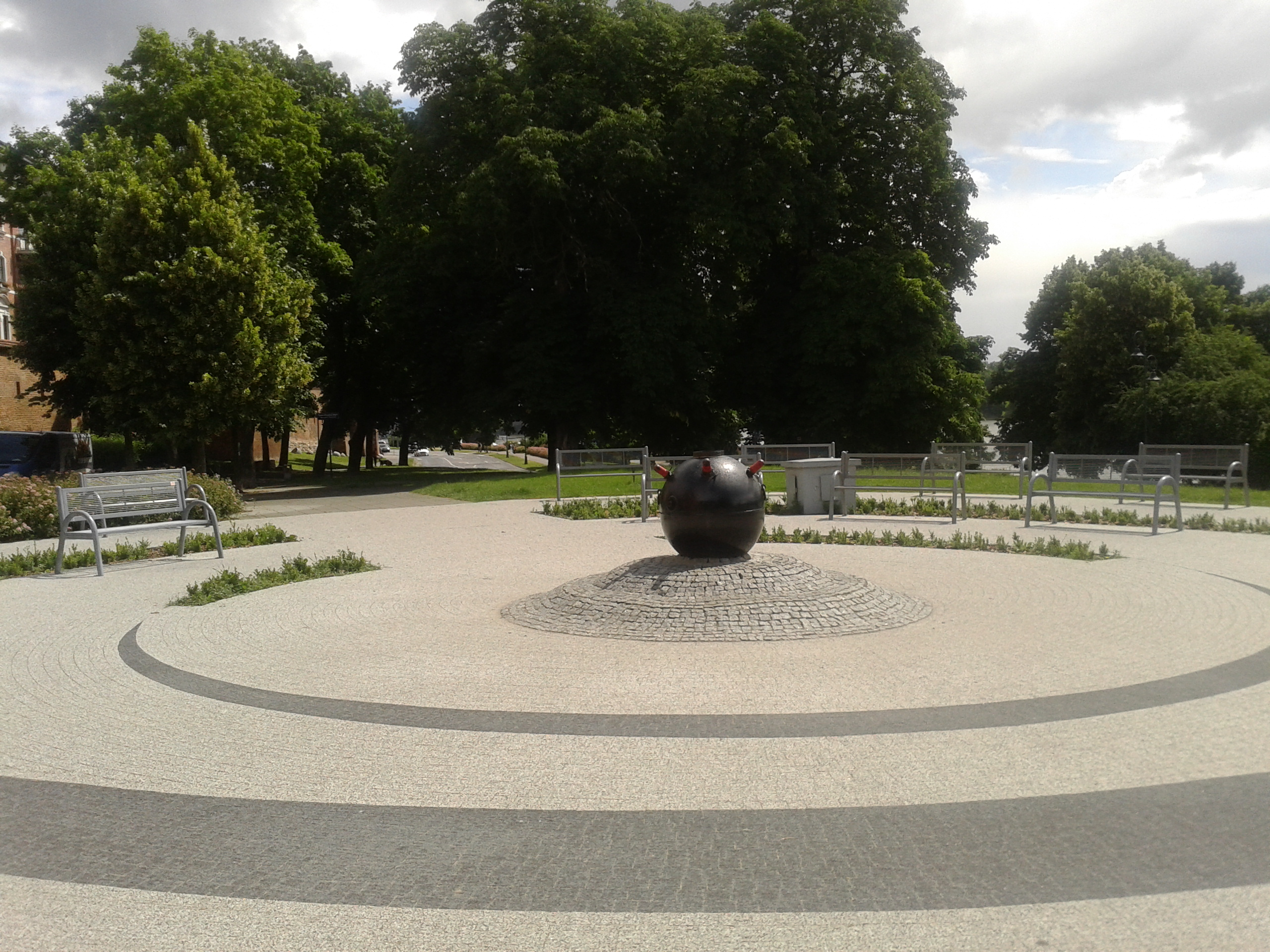
Quảng trường nhìn từ phía tây

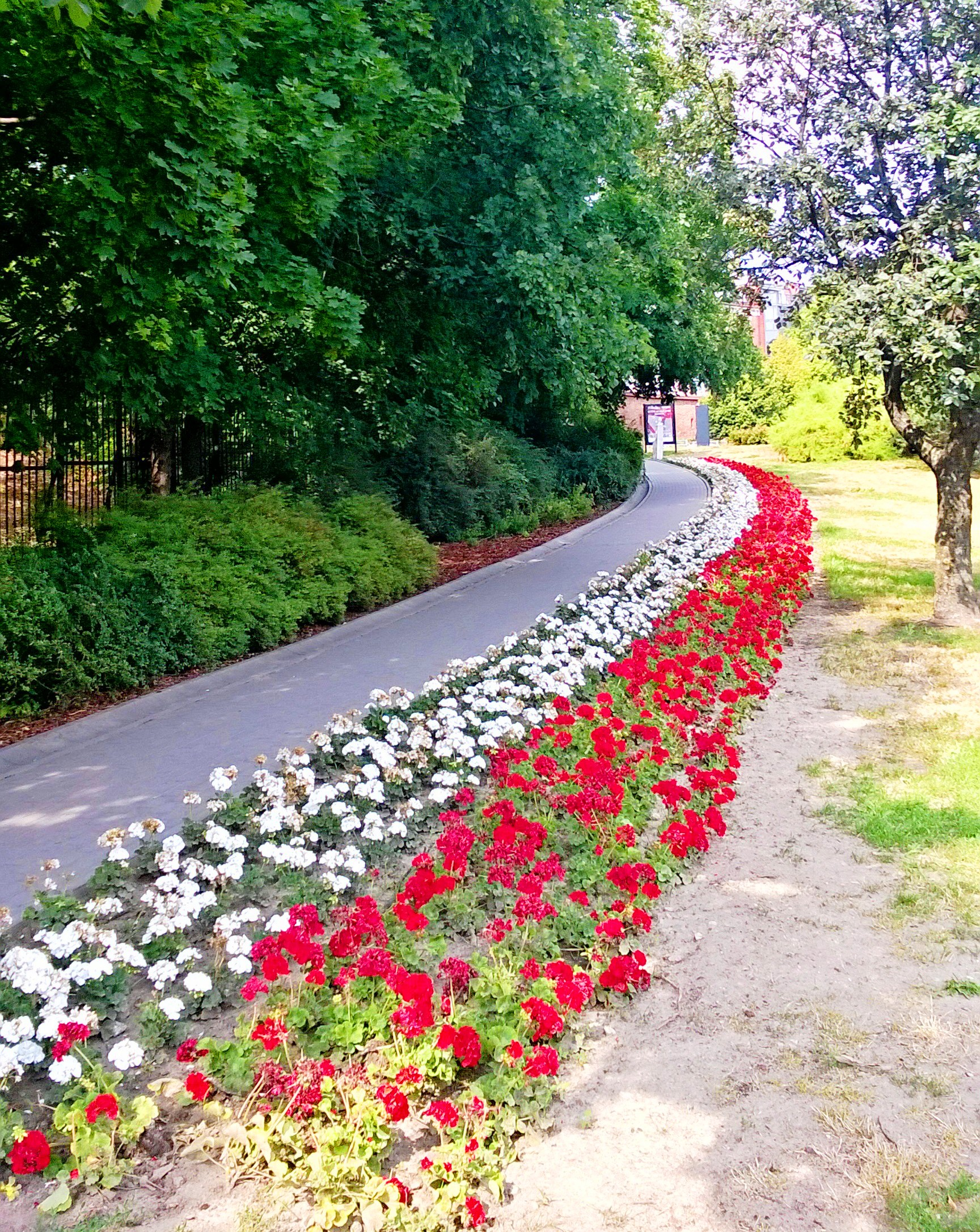
Vườn hoa quanh quảng trường

Vào thời Trung Cổ, nơi đây la khuôn viên của nhà thờ và tu viện, là nơi cầu nguyện của các nữ tu sinh dòng Biển Đức. Đến thế kỷ 19, Vương quốc Phổ cho xây dựng Nhà máy xăng thành phố trong khuôn viên tu viện cũ. Tòa nhà khí đốt trước đây và phòng thí nghiệm vẫn bảo tồn cho đến ngày nay.
Trong Chiến tranh thế giới thứ hai,  cư dân xây dựng boong-ke phòng vệ không kích tại đây. Kể từ năm 2015, boong-ke được kiến thiết, trở thành bảo tàng tương tác, là nơi thu hút khách du lịch tham quan.
Năm 2012, quảng trường cải tạo lại. Tại thời điểm đó, một quả thủy lôi dùng làm vật trưng bày. Nhân Ngày Sĩ quan và kỷ niệm 90 năm thành lập Trường Sĩ quan Hải quân tại Toruń, quảng trường đƯợc đổi tên thành Quảng trường Trường Sĩ quan Hải quân như ngày nay.